# Coralie Balmy
Coralie Balmy (* 8. Juni 1987 in La Trinité, Martinique) ist eine französische Schwimmerin. Sie ist Ritterin des französischen Nationalverdienstordens.

## Werdegang
Balmy wurde bei den Kurzbahneuropameisterschaften 2006 in Helsinki für die französische Nationalmannschaft berücksichtigt. Dort erreichte sie über 400 Meter Freistil den siebenten Endrang.
Ein Jahr später, bei den Kurzbahneuropameisterschaften 2007 in Debrecen gewann sie ihren ersten großen internationalen Titel. Sie wurde Europameisterin über die 800 Meter Freistil und erreichte die Bronzemedaille über 200 Meter Freistil.
In Eindhoven, bei den Schwimmeuropameisterschaften 2008 wurde sie mit der französischen 4-mal-200-Meter-Freistilstaffel zum ersten Mal Europameisterin auf der Langbahn. Außerdem konnte sie über 200 Meter Freistil die Silbermedaille gewinnen.
Wenige Monate später, trat sie bei den Olympischen Spielen 2008 in Peking über 400 und 800 Meter Freistil an und war Teil der französischen 4-mal-200-Meter-Freistilstaffel. Über die 400 Meter Freistil verpasste sie um nur acht Hundertstel das Podest und wurde Vierte. Über die 800 Meter wurde sie Zwölfte und mit der Staffel belegte sie den fünften Endrang.
Die französischen Kurzbahnmeisterschaften im Dezember 2008 in Angers beendete Balmy in 1:53,18 min mit einem neuen 200 Meter Freistilweltrekord.
Bei den nur wenige Tage später beginnenden Kurzbahneuropameisterschaften 2008 in Rijeka wurde sie Europameisterin über die 400 Meter und Zweite über die 800-Meter-Freistilstrecke.
Bei den Olympischen Spielen 2012 in London gewann Coralie Balmy mit der 4 × 200 m-Freistilstaffel die Bronzemedaille.